# Acolhua (totochtli)
Acolhua (del náhuatl: Ahkolwah ‘el que tiene hombros’‘ahkolli, hombro; -wah, que tiene’) en la mitología mexica es un espíritu o dios menor de la embriaguez, y es uno de los cuatrocientos espíritus o dioses menores de los borrachos llamados Centzon Totochtin, los cuatrocientos hijos de Patécatl y Mayáhuel, él cual venerado bajo la forma de un conejo.
Según la Historia de la nación chichimeca, de Fernando de Alva Ixtlixóchitl, Acolhua no representa una deidad mitológica, sino un personaje histórico, identificado como el primer señor de Azcapotzalco y de los tepanecas. Tuvo tres hijos varones con la noble Cuetlaxxochitzin: Tezozomoc, que se convertiría en señor de los tepanecas; Hepcoatzin, que se convertiría en señor de los tlatelolcas y Acamapichtli, que se convertiría en señor de los tenochcas.